# Kurenda
Kurenda, okólnik, cyrkularz, pismo okólne – rodzaj urzędowego pisma obiegowego, które wysyłane jest do wszystkich zainteresowanych stron. Zawiera ogólne wskazówki bądź zalecenia wydawane odgórnie do podległych mu organów państwowych.
Kurenda (łac. currenda) – pismo sporządzone w jednym egzemplarzu, kierowane kolejno do odbiorców, którzy przesyłają je sobie wzajemnie, zaznaczając fakt przyjęcia do wiadomości treści pisma przez dokonanie na nim odpowiednich adnotacji lub wyciśnięcie pieczęci.